# 帛画

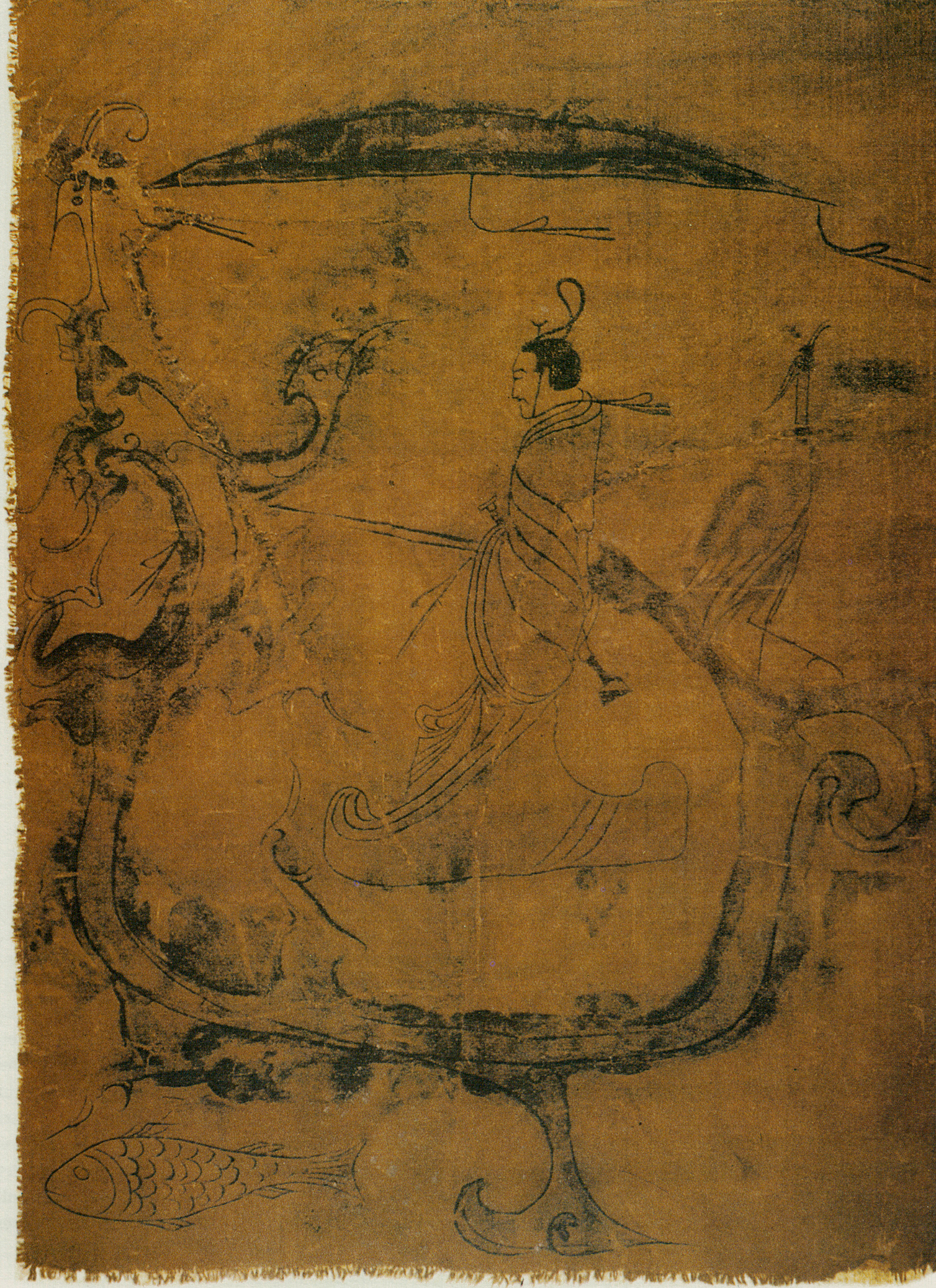
人物御龙帛画，战国，湖南省博物馆。

帛画是中国古代春秋战国时期傳統繪畫中绘制于丝绸上面的一類。帛画的色彩用的是朱砂、石青、石绿等矿物颜料，丰富而鲜艳，如马王堆一号汉墓帛画；也有用用墨兼用白粉绘制的，如人物龙凤帛画。